# Lada Granta

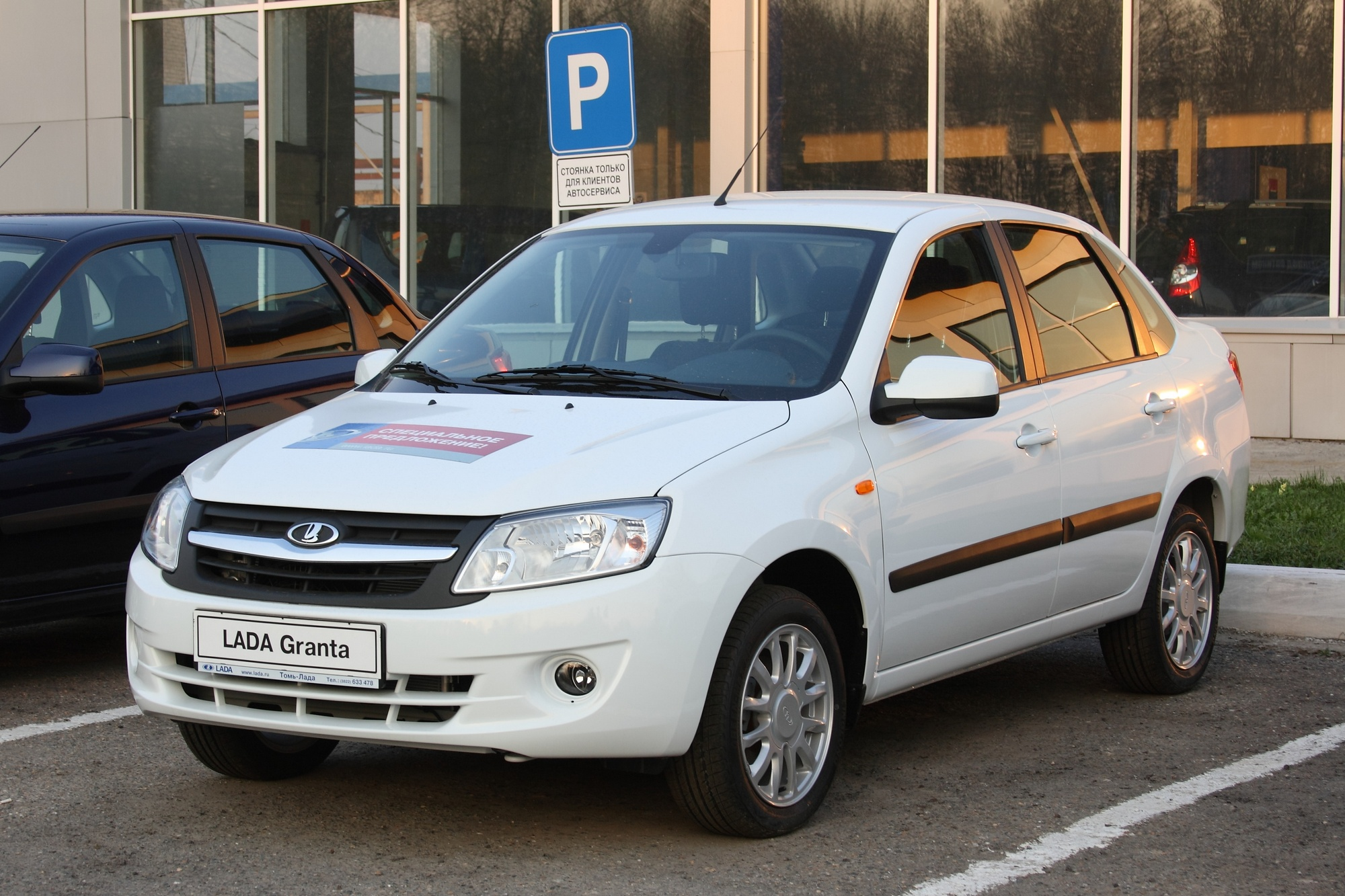
Lada Granta (sedan).

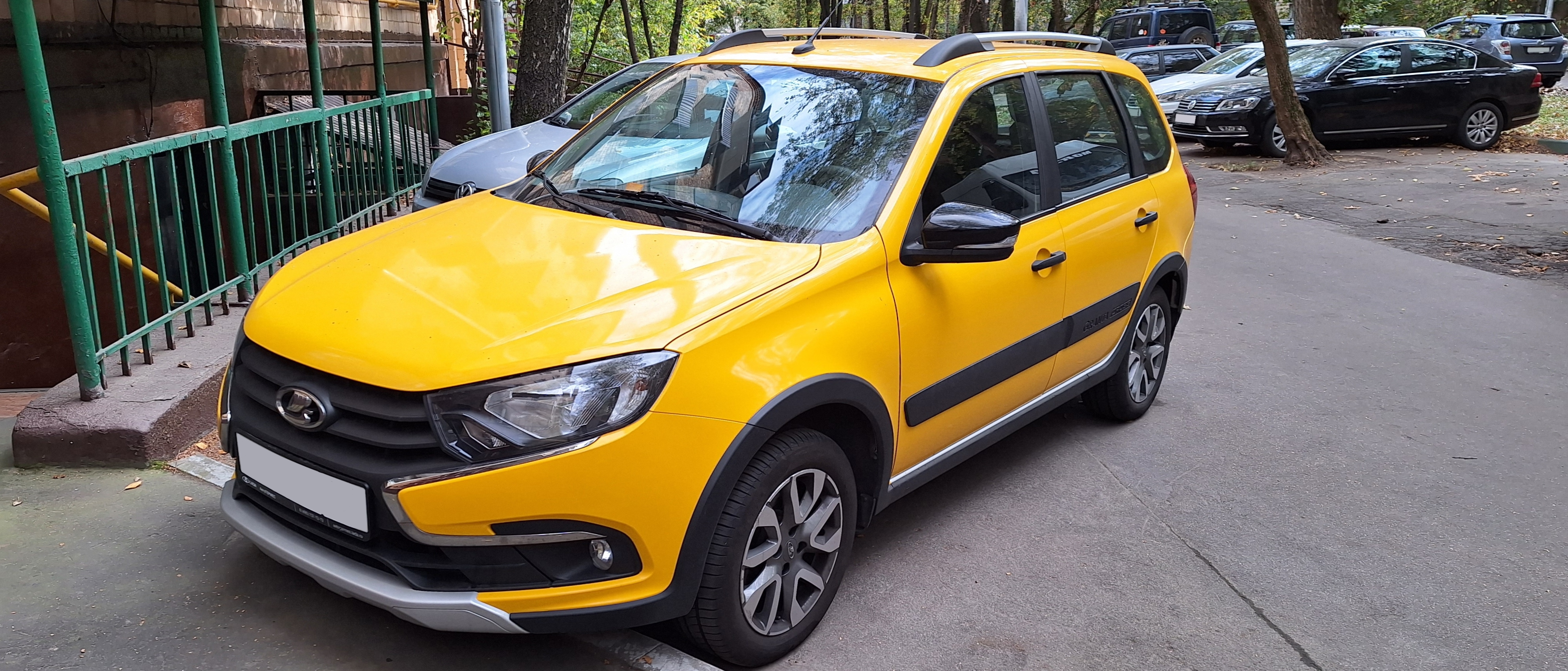
Lada Granta Cross.

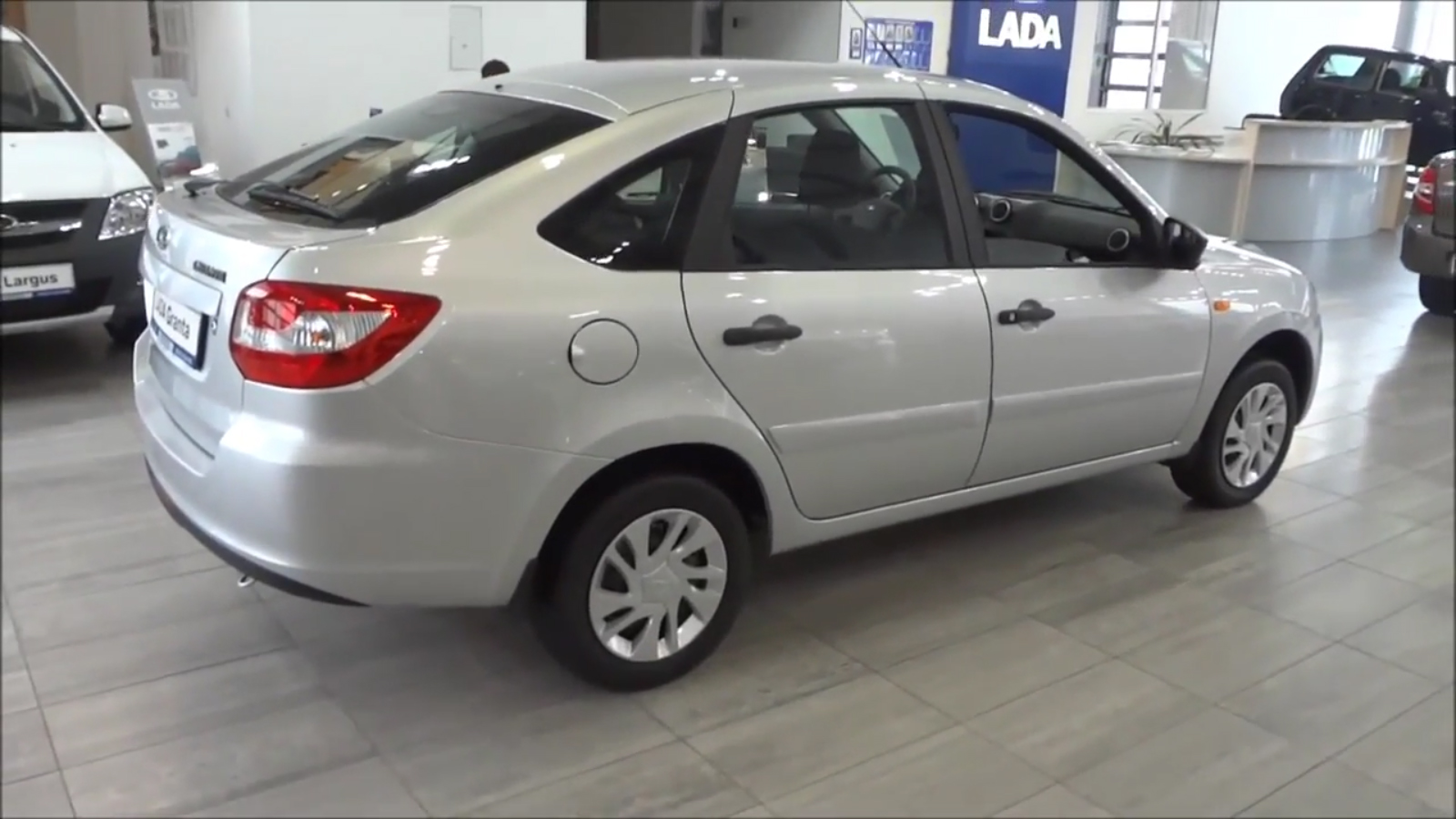
Lada Granta halvkombi (liftback).

Lada Granta (VAZ 2190) är en bilmodell från Lada. Den finns som sedan och halvkombi (liftback). Bilen bygger på Lada Kalina men ska vara billigare än denna, med pris från 220 000 rubel, något dyrare än de ålderstigna Lada 2105/2107. Modellnamnet bekräftades i augusti 2010 och produktionen påbörjades hösten 2011. I maj 2011 besökte premiärminister Vladimir Putin AvtoVAZ-fabriken i Toljatti och provkörde en Granta. Granta, som uppges vara Europas billigaste bil, är företrädesvis avsedd för den ryska och östeuropeiska marknaden men Renault uppges ha uttryckt intresse att utveckla en modell baserad på Granta, som skulle ligga lägre i pris än Renault-ägda Dacias modeller Logan och Sandero. När sedanversionen av Granta började säljas i Ryssland utgick sedanversionen av Lada Kalina ur sortimentet.
Det återuppståndna bilmärket Datsun har en modell, Datsun On-Do, som baseras på Lada Granta.